# Bævreasp
Bævreasp (Populus tremula), ofte skrevet bævre-asp, er et op til 30 meter højt træ, der i Danmark er almindelig i f.eks. skovlysninger og ved søer og åer.

## Beskrivelse
Bævreasp er et mellemstort, løvfældende træ. I ungdommen har det en opret, slank vækst, men snart derefter bliver formen åben og uregelmæssig. Stammen er slank og ret til toppen, men på dårlige jorde ses dog ofte flerstammede eksemplarer. Grenene sidder i kranse og er først opstigende, men senere bliver de mere vandrette og til sidst kan de være overhængende.
Barken er først gulbrun og blank, senere gulgrå og mere mat. Gammel bark revner på langs mellem sortgrå barkkamme. Knopperne er spredte, spidse, blanke og rødbrune. Bladene er næsten perfekt cirkelrunde med en bugtet-tandet rand. Oversiden er matgrøn, mens undersiden er blågrøn. Høstfarven er oftest lysende gul, men i Nordskandinavien ses de også i orangerødt. Bladenes lange, tynde stilk gør dem meget bevægelige, sådan at de ryster ved den mindste vind: de "skælver som et espeløv".
Blomstringen sker kort før løvspring, og arten er tvebo, sådan at det ene individ udelukkende bærer rakler med hunlige blomster, mens det andet udelukkende har hanlige rakler. Frøene har lange, lysegrå frøhaler.
Rodnettet beestår af et tæt netværk af hovedrødder, som når vidt ud og så dybt ned, som jordbundsforholdene tillader. Finrødderne er veludviklede og danner filt. Desuden danner rødderne rodskud meget villigt – især efter såring.
Højde x bredde og årlig tilvækst: 20 x 10 m (40 x 30 cm/år). I ungdommen er den årlige tilvækst dog væsentligt større (80-100 cm/år).
- Efter blomstringen ligger aspefrøene som sne på jorden
- En tot aspefrø, der minder om bomuld

## Voksested
Arten optræder som pionertræ på våde, sure og magre jorde. Evnen til at danne rodskudkloner gør, at det kan overleve både brand, rydninger og græsning gennem århundreder. Man formoder derfor, at visse af bævreaspene på hederne kan være blandt de ældste træer i Danmark.
Den vokser almindeligt i Danmark i skove og krat, i skovlysninger og ved søer og åer.
| Portal | Portal:Botanik |